# Tavastlands regemente
Tavastlands Regemente (TavR) (finska: Hämeen Rykmentti) var ett finländskt infanteriförband inom Finlands försvarsmakt som verkade åren 1986–2014. Regementet var en del av Västra Finlands militärlän och hade sin stab förlagd i Lahtis.

## Historik
På grund av den omorganisation som Försvarsmakten gjorde under åren 2012 och 2015, kom Tavastlands regemente att avvecklas. Regementet utgick från och med den 1 januari 2015, då den nya organisationsstrukturen i Försvarsmakten trädde i kraft.

## Organisation
- Hämeen Ratsujääkäripataljoona (Tavastlands ryttarbataljon)
  - Stabsskvadronen
  - Underofficersskolan
- Idrottsskolan
- Underhållsutbildningscentralen
- Tekniska Utbildningscentralen
- Militärmusikskolan
- Försvarsmaktens Värnpliktsmusikkår